# Franz Xaver Bischof
Franz Xaver Bischof (* 10. Januar 1955 in St. Gallen) ist ein schweizerischer römisch-katholischer Theologe.

## Leben
Franz Xaver Bischof studierte römisch-katholische Theologie an der Universität Luzern und an der Universität Paris. 
Von 2004 bis 2007 war Bischof Professor am Seminar für Mittlere und Neuere Kirchengeschichte an der Katholischen-Theologischen Fakultät der Westfälischen Wilhelms-Universität Münster. Seit 2007 ist Bischof Professor für Kirchengeschichte des Mittelalters und der Neuzeit an der Ludwig-Maximilians-Universität München.
Seit 2008 ist Bischof Mitherausgeber der Zeitschrift für Kirchengeschichte (ZKG) und Mitglied der Schriftleitung der Münchener Theologischen Zeitschrift (MThZ). Er ist einer der drei Herausgeber der Reihe Münchener kirchenhistorische Studien. Neue Folge. 
Bischof ist Unterzeichner des Memorandums „Kirche 2011: Ein notwendiger Aufbruch“.

## Schrift (Auswahl)
- Das Ende des Bistums Konstanz. Hochstift und Bistum Konstanz im Spannungsfeld von Säkularisation und Suppression (1802/03–1821/27) (= Münchener kirchenhistorische Studien. 1). Kohlhammer, Stuttgart u. a. 1989, ISBN 3-17-010575-2 (Zugleich: Luzern, Universität, Dissertation, 1988).
- Theologie und Geschichte. Ignaz von Döllinger (1799–1890) in der zweiten Hälfte seines Lebens. Ein Beitrag zu seiner Biographie (= Münchener kirchenhistorische Studien. 9). Kohlhammer, Stuttgart u. a. 1997, ISBN 3-17-014845-1 (Zugleich: München, Universität, Habilitations-Schrift, 1995).
- mit Cornel Dora: Ortskirche unterwegs. Das Bistum St. Gallen 1847–1997, Festschrift zum hundertfünfzigsten Jahr seines Bestehens. Verlag am Klosterhof, St. Gallen 1997, ISBN 3-906616-43-6.
- als Herausgeber mit Stephan Leimgruber: Vierzig Jahre II. Vatikanum. Zur Wirkungsgeschichte der Konzilstexte. Echter, Würzburg 2004, ISBN 3-429-02605-9.
- als Herausgeber: Katholische Hochschulseelsorge zwischen Akzeptanz und Ablehnung. Zur Geschichte der Katholischen Hochschulseelsorge an der Ludwig-Maximilians-Universität München 1927 bis 2007 (= LMUniversum. 6). Garnies, Haar/München 2008, ISBN 978-3-926163-54-7.